# Takaši Kano
Takaši Kano (japonsko 加納 孝), japonski nogometaš, * 31. oktober 1920, Tokio, Japonska, † 4. junij 2000.
Za japonsko reprezentanco je odigral 7 uradnih tekem.